# Sopot Peak
Sopot Peak (englisch, polnisch Szczyt Sopotu) ist mit 205 m der höchste Berggipfel auf der Dufayel-Insel im Ezcurra-Fjord von King George Island im Archipel der Südlichen Shetlandinseln.
Polnische Wissenschaftler benannten ihn 1980 nach dem polnischen Badeort Sopot.